# Средиземноморская лора
Средиземноморская лора (лат. Sparisoma cretense) — морская рыба семейства рыб-попугаев. Эндемик северо-восточной части Атлантического океана.

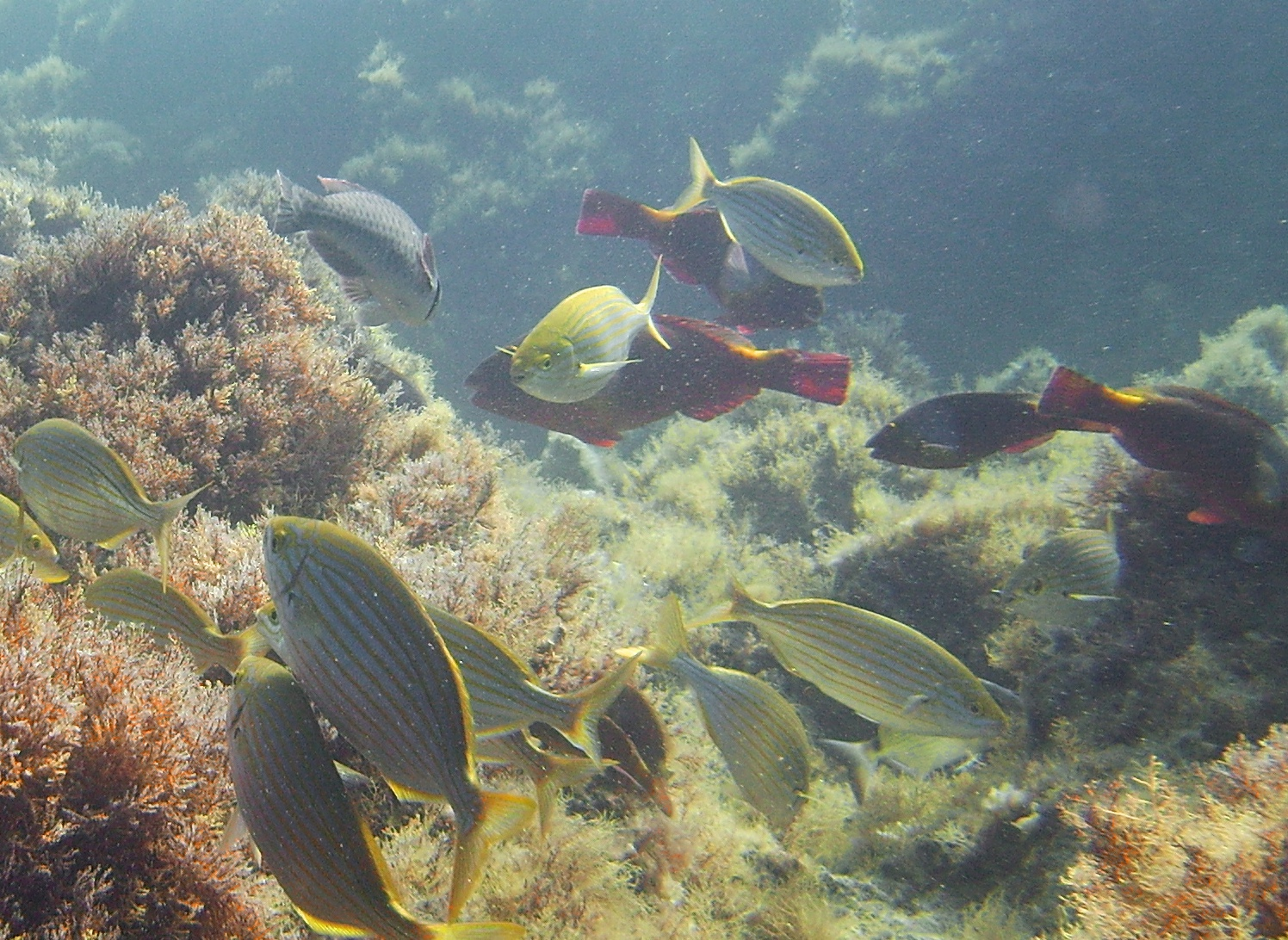
Группа Sparisoma cretense (тёмного окраса) вместе с морскими карасями (сарпами)

## Ареал
Распространена в северо-восточной части Атлантического океана от Португалии до Сенегала. Встречается в прибрежных водах Канарских и Азорских островов, Мадейры, также они были найдены у островов Кабо-Верде. В Средиземном море это единственный представитель данного семейства (ещё один вид Scarus ghobban вселился в Средиземное море через Суэцкий канал). Sparisoma cretense встречаются преимущественно в восточной и центральной зоне Средиземного моря; у североафриканского побережья, Мальты, Сицилии, Италии, Испании и Балеарских островов. В северо-западной части Средиземноморья и в Адриатическом море их находят не так часто.

## Описание
Максимальная длина тела 50 сантиметров, хотя в среднем размеры не превышают 30—35 сантиметров.
Тело вытянутое, овальной формы, сплюснутое с боков. Голова большая, рыло тупое. Глаза расположены высоко. Небольшой конечный рот. Зубы на челюстях срослись в клюв.
Наблюдается половой диморфизм, выражающийся в различиях окраски тела. Самцы имеют сероватую или серо-голубую окраску, а самки окрашены очень ярко: тело насыщенного тёмно-красного цвета с большими серыми пятнами по бокам, которые начинаются сразу за глазами и продолжаются до начала спинного и брюшных плавников. Со стороны головы пятна окаймляют широкие полосы жёлтого цвета.

## Среда и образ жизни
Особи данного вида в основном обитают в неглубоких водах около скалистых берегов. Хотя в основном они живут на глубинах 10–20 метров, отдельные особи могут погружаться и на 50. Эти рыбы являются социальными животными, живущими чаще всего в группах. Часто их наблюдают даже в общих стаях с рыбами других видов. Кормятся они всё время в прибрежных зонах, у скал и в расщелинах. При этом питаться они могут даже непригодными[уточнить] органическими остатками.

## Биология
Нерестятся с июля по сентябрь. Известно также, что, в отличие от своих родственников, европейская рыба-попугай не является гермафродитом. Тем не менее, некоторые гистологические и демографические исследования показывают, что даже особи этого вида имеют способность с возрастом менять пол.
Рацион этих рыб составляют главным образом водоросли и беспозвоночные.
Особенно интересно, что у особей этих рыб есть две различные стратегии социального поведения. Особи меньшего размера живут преимущественно в группах, в то время среди крупных преобладает территориальность. При этом самцы созревают и получают склонность к территориальности раньше, чем самки. Чем крупнее самец, тем лучшее место он занимает. Известно, что самцы больших размеров также живут в более глубоких зонах и на более открытых пространствах, а мелкие, групповые особи селятся в более укромных, тихих и незаметных местах. Тем не менее, иногда, и в особенности в течение лета, то есть сезона размножения, особи этих двух типов могут перемешаться. По всей видимости, для вида в целом это играет большую роль, так как благодаря этому любая особь может получить удобное, оптимальное, пригодное для продолжения рода нерестилище.

## Угрозы для существования
В ресторанах редко подаются блюда, приготовленные из этих рыб, поэтому они обычно не подвергаются намеренной ловле. И в связи с низкой активностью охоты на представителей данного вида он считается не находящимся под угрозой исчезновения по стандартам Международного союза охраны природы. Напротив, отмечается, что дальнейшие изменения климата вызовут потепление морей и океанов и будут способствовать увеличению распространения вида.

## Ваквариумистике
В связи с размерами этих рыб (как было сказано выше, максимум 50 сантиметров), а также особым образом жизни, они подходят для содержания только в больших аквариумах. Вероятно, поэтому они не играют абсолютно никакой роли в коммерческом направлении аквариумистики.